# Garsa
La garsa eurasiàtica o senzillament garsa o blanca (Pica pica) és una espècie d'ocell passeriforme de la família dels còrvids. És distribuïda per tota la regió paleàrtica, de la península Ibèrica al Japó

## Distribució geogràfica
Habita a tot Europa (excepte a Islàndia, Còrsega, Sardenya i les Balears), i per Àsia des de les zones temperades fins Sibèria Oriental. Té algunes subespècies.

## Característiques

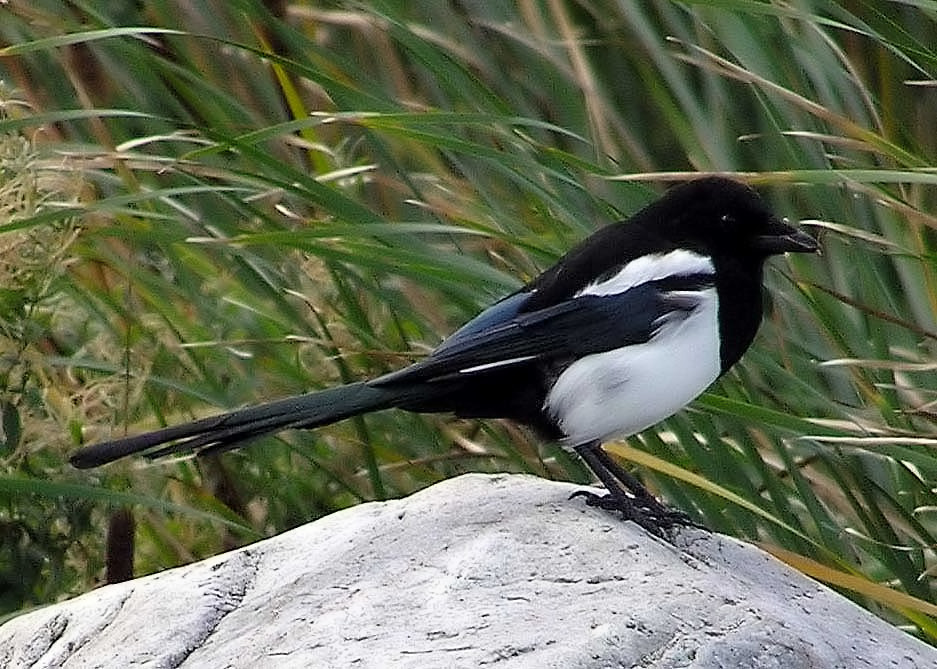
Garsa

És fàcil d'identificar pel color, blanc al ventre i a les ales, i negre a la resta del cos, amb irisacions de to blau, verd o morat a les vores de les ales i a la cua. Fa uns 46 centímetres de llargada.

## Història natural
És un ocell molt sociable i gregari a l'hivern. A l'estiu i a la primavera es desplaça en parella, mentre que a la tardor i a l'hivern s'aplega en estols més grans. És omnívor; s'alimenta d'insectes, cargols, llimacs, sargantanes, ous i pollets d'altres ocells, carn morta, cireres, nous, raïm, fruita en general, patates i pastanagues.
Les garses s'aparellen per tota la vida, i la parella roman junta també fora de la temporada de cria. Cada any, a principi de primavera, construeixen un niu nou, de forma esfèrica amb una o dues entrades laterals, situat habitualment a la capçada d'un arbre però de vegades també entre matolls. La femella pon de sis a vuit ous i els incuba durant disset o divuit dies, i els pollets, que neixen nus, es queden al niu de 22 a 27 dies. La cria de la garsa és parasitada pel cucut reial, que pon els ous en nius de garsa perquè les garses els incubin i li criïn els polls.

## Cultura popular
En català, hi ha una dita popular «donar garsa per perdiu» o bé «donar garsa per colom», que s'utilitza quan es vol enganyar algú tot donant-li quelcom que sigui de qualitat inferior a allò que espera.
En general, en català s'associa «garsa» amb un lladre o una persona que procura adquirir massa coses en perjudici d'altres. També es diu que es tornen boges per les coses brillants.
Les garses és una obra de teatre modernista i sociològic català d'Ignasi Iglésias que fou molt popular el segle passat.